# Нейман, Абрам
Абрам Нейман (5 мая 1893, Оргеев, Кишинёвский уезд, Бессарабская губерния — 7 июля 1967, Нёйи-сюр-Сен, Париж) — германский и французский изобретатель и предприниматель. Наиболее известен как изобретатель первых противоугонных средств (для автомобилей, мотоциклов и велосипедов) и замка зажигания/рулевого колеса («замок Неймана»).

## Биография
Родился в семье эсперантиста Срула Иосифовича Неймана в Оргееве. После окончания школы в Кишинёве поступил на инженерное отделение в Тулузский университет (1912). Как российский подданный, был интернирован в Германии после начала военных действий в 1914 году. Освобождён в 1918 году и возвратился к родителям в ставшую румынской Бессарабию. С 1922 года жил в Кёльне, где занялся мотоциклетным спортом и вскоре открыл ателье Neiman по производству запчастей собственной конструкции. В 1931 году им был изобретён противоугонный замок для автомобилей, нашедший широкое применение в автомобильной индустрии Германии и Франции. В последующие годы приспособил этот замок для мотоциклов и велосипедов. Сотрудничал с компанией Framo (модель Framo Stromer, 1934) и в 1934 году запатентовал замок зажигания («Neiman Ignition/Steering Lock»).
В 1938 году бежал во Францию, где женился на недавней эмигрантке Эмме Брауде. Во время Второй мировой войны вновь бежал с женой на свободный от оккупации юг Франции, жил в Провансе, где родились их две дочери. Родители погибли в гетто в Транснистрии.
После войны основал дизайнерское бюро Simplex, занимавшееся разработкой деталей для компаний Рено, Пежо и Simca, а в 1950 году — парижскую компанию Klaxon. В 1965 году фирма Neiman (впоследствии приобретённая группой Valeo), в которой работало более 350 человек, производила около 5 тысяч противоугонных устройств и 15 тысяч выключателей зажигания в день.
Похоронен на кладбище Баньё (Cimètiere Parisien de Bagneux).